# 月夜の雨 (アルバム)
『月夜の雨』（つきよのあめ）は、柴田淳の5枚目のスタジオ・アルバム。2007年2月21日にビクターエンタテインメントから発売。規格品番：VIZL-220（初回限定盤）VICL-62251（通常盤）。

## 解説
前作『わたし』発売から約2年の時を経てレコード会社移籍後に発売された5枚目のオリジナル・アルバム。ビクターエンタテインメント移籍第一弾。
収録曲「つまおうじ☆彡（拝啓王子様☆第三章）」は、「王子様シリーズ」と呼ばれている楽曲の3作目であり、2003年発売の2枚目のアルバム『ため息』収録「拝啓、王子様☆」、2005年発売の4枚目のアルバム『わたし』収録「いつか王子様も♪」の続篇。

## 収録曲
| 全作詞・作曲: 柴田淳。 |                                          |           |            |            |      |
| #                      | タイトル                                 | 作詞      | 作曲・編曲 | 編曲       | 時間 |
| 1.                     | 「プロローグ」(Instrumental)             | 柴田淳    | 柴田淳     |            | 0:34 |
| 2.                     | 「青の時間」                             | 柴田淳    | 柴田淳     | 松浦晃久   | 4:05 |
| 3.                     | 「HIROMI」                               | 柴田淳    | 柴田淳     | 重実徹     | 5:14 |
| 4.                     | 「涙ごはん」                             | 柴田淳    | 柴田淳     | 羽毛田丈史 | 5:43 |
| 5.                     | 「月夜畑〜Vocal Solo〜」(Instrumental)   | 柴田淳    | 柴田淳     |            | 1:13 |
| 6.                     | 「花吹雪」                               | 柴田淳    | 柴田淳     | 重実徹     | 6:18 |
| 7.                     | 「真夜中のチョコレート」                 | 柴田淳    | 柴田淳     | 羽毛田丈史 | 4:14 |
| 8.                     | 「つまおうじ☆彡」(拝啓王子様☆第三章)     | 柴田淳    | 柴田淳     | 重実徹     | 4:06 |
| 9.                     | 「人魚の声」                             | 柴田淳    | 柴田淳     | 羽毛田丈史 | 4:15 |
| 10.                    | 「雨夜の月〜Piano Solo〜」(Instrumental) | 柴田淳    | 柴田淳     |            | 1:16 |
| 11.                    | 「紅蓮の月」                             | 柴田淳    | 柴田淳     | 松浦晃久   | 4:42 |
| 12.                    | 「君が思えば…」                          | 柴田淳    | 柴田淳     | 羽毛田丈史 | 3:59 |
| 13.                    | 「私の物語」                             | 柴田淳    | 柴田淳     | 羽毛田丈史 | 5:22 |
| 合計時間:              | 合計時間:                                | 合計時間: | 51:01      |            |      |

## ショートフイルム「HIROMI」
初回限定盤には3曲目「HIROMI」の歌詞の世界観をドラマ化したショートフイルム収録DVDが付属。内容は3人の男女の愛憎劇で、柴田自身も女優として出演している。
監督・脚本
井上都紀
出演
カズキ役：和田聰宏
ヒロミ役：坂東留実
ケイコ役：玲奈
ジュン役：柴田淳